# Chung Chung-hoon
Dans ce nom coréen, le nom de famille, Chung, précède le nom personnel.
Pour les articles homonymes, voir Chung.
Chung Chung-hoon (né le 15 juin 1970 à Séoul) est un directeur de la photographie coréen.

## Biographie
Chung Chung-hoon est surtout connu pour son travail avec Park Chan-wook.

## Filmographie
- 1996 : Yuri de Yang Yun-ho (en)
- 2000 : Zzikhimyeon jukneunda de Kim Gi-hun
- 2001 : Gohae de Kim Jeong-jin
- 2003 : Old Boy de Park Chan-wook
- 2004 : Trois extrêmes (segment Cut) de Park Chan-wook
- 2005 : Antarctic Journal de Yim Pil-sung
- 2005 : Lady Vengeance de Park Chan-wook
- 2006 : Tainted Love de R. Dani
- 2006 : Dasepo sonyo de Lee Je-yong
- 2006 : Je suis un cyborg de Park Chan-wook
- 2009 : Thirst, ceci est mon sang de Park Chan-wook
- 2010 : The Unjust de Ryoo Seung-wan
- 2010 : Blades of Blood (en) (Goo-reu-meul beo-eo-nan dal-cheo-reom) de Lee Joon-ik
- 2010 : Slow slow quick quick (court-métrage) de lui-même
- 2011 : Battlefield Heroes (en) (Pyeong-yang-seong) de Lee Joon-ik
- 2013 : Stoker de Park Chan-wook
- 2013 : New World de Park Hoon-jeong
- 2013 : The doors (court-métrage) de Ayako Fujitani
- 2014 : Boulevard de Dito Montiel
- 2015 : This Is Not a Love Story d'Alfonso Gomez-Rejon
- 2015 : Bow wow bow (court-métrage) de Ayako Fujitani
- 2015 : White City (téléfilm) de Stephen Gaghan
- 2016 : Mademoiselle de Park Chan-wook
- 2017 : Ça (It) d'Andrés Muschietti
- 2017 : The Current War : Les Pionniers de l'électricité d'Alfonso Gomez-Rejon
- 2017 : Cabiria, Charity, Chastity (court-métrage) de Natasha Lyonne
- 2018 : Blondy (court-métrage) de Danny Park
- 2018 : Hotel Artemis de Drew Pearce
- 2019 : Retour à Zombieland de Ruben Fleischer
- 2019 : L'Oiseau-tempête de Wash Westmoreland
- 2021 : Uncharted de Ruben Fleischer
- 2021 : Last Night in Soho d'Edgar Wright
- 2022 : Star Wars: Obi-Wan Kenobi (série)
- 2024 : Heretic de Scott Beck et Bryan Woods